# Coupe arabe des nations de football 2012
Navigation
2009 Qatar 2021
La Coupe arabe des nations 2012 est la 9e édition de la Coupe arabe des nations, compétition organisée par l'Union des associations arabes de football (UAFA) et rassemblant les meilleures équipes masculines arabe. Elle se déroule en Arabie saoudite du 22 juin au 6 juillet 2012.
Contrairement aux éditions précédentes, il n'y a pas eu de campagne qualificative avant la compétition, les sélections ayant été invitées par l'UAFA. Douze équipes nationales participent à l'épreuve finale, organisée en Arabie saoudite.
La sélection des Émirats arabes unis déclare forfait avant le début des rencontres. Le Maroc n'a sélectionné que des joueurs évoluant en Botola Pro 1, le championnat local, tandis que l'Égypte a envoyé son équipe olympique, dans le cadre de sa préparation pour le tournoi olympique de Londres.
Cette édition est également marquée par le retour de la sélection irakienne, après 25 ans d'absence, due à la guerre du Golfe.

## Compétition

### Phase de groupe

#### Groupe A

##### Classement
| Rang | Équipe                      | Pts | J | G | N | P | Bp | Bc | Diff |
| ---- | --------------------------- | --- | - | - | - | - | -- | -- | ---- |
| 1    | Arabie saoudite             | 4   | 2 | 1 | 1 | 0 | 6  | 2  | +4   |
| 2    | Koweït                      | 3   | 2 | 1 | 0 | 1 | 2  | 4  | -2   |
| 3    | Palestine                   | 1   | 2 | 0 | 1 | 1 | 2  | 4  | -2   |
| 4    | Émirats arabes unis Forfait |     |   |   |   |   |    |    |      |

##### Résultats
| 22 juin 2012 | Arabie saoudite | 4 - 0 | Koweït | Stade international du Roi-Fahd, Riyad |                          |
| 19:45        |                 |       |        | Arbitrage : Gehad Grisha               | Arbitrage : Gehad Grisha |

| 25 juin 2012 | Koweït | 2 - 0 | Palestine | Stade international du Roi-Fahd, Riyad |                             |
| 19:45        |        |       |           | Arbitrage : Hamad Al-Sheikh            | Arbitrage : Hamad Al-Sheikh |

| 28 juin 2012 | Arabie saoudite | 2 - 2 | Palestine | Stade international du Roi-Fahd, Riyad |                                 |
| 19:45        |                 |       |           | Arbitrage : Khalid Abdel Rahman        | Arbitrage : Khalid Abdel Rahman |

#### Groupe B

##### Classement
| Rang | Équipe  | Pts | J | G | N | P | Bp | Bc | Diff |
| ---- | ------- | --- | - | - | - | - | -- | -- | ---- |
| 1    | Maroc   | 7   | 3 | 2 | 1 | 0 | 8  | 0  | +8   |
| 2    | Libye   | 7   | 3 | 2 | 1 | 0 | 5  | 2  | +3   |
| 3    | Yémen   | 3   | 3 | 1 | 0 | 2 | 3  | 7  | -4   |
| 4    | Bahreïn | 0   | 3 | 0 | 0 | 3 | 1  | 8  | -7   |

##### Résultats
| 23 juin 2012 | Maroc | 4 - 0 | Bahreïn | Stade du Prince Abdullah Al-Faisal, Djeddah |                                  |
| 18:15        |       |       |         | Arbitrage : Abdullah Al-Balooshi            | Arbitrage : Abdullah Al-Balooshi |

| 23 juin 2012 | Libye | 3 - 1 | Yémen | Stade du Prince Abdullah Al-Faisal, Djeddah |                            |
| 21:00        |       |       |       | Arbitrage : Suleiman Jaber                  | Arbitrage : Suleiman Jaber |

| 26 juin 2012 | Bahreïn | 0 - 2 | Yémen | Stade du Prince Abdullah Al-Faisal, Djeddah |                         |
| 18:15        |         |       |       | Arbitrage : Slim Jedidi                     | Arbitrage : Slim Jedidi |

| 26 juin 2012 | Libye | 0 - 0 | Maroc | Stade du Prince Abdullah Al-Faisal, Djeddah |                             |
| 21:00        |       |       |       | Arbitrage : Djamel Haimoudi                 | Arbitrage : Djamel Haimoudi |

| 29 juin 2012 | Libye | 2 - 1 | Bahreïn | Stade international du Roi-Fahd, Riyad |                             |
| 19:45        |       |       |         | Arbitrage : Hamad Al-Sheikh            | Arbitrage : Hamad Al-Sheikh |

| 29 juin 2012 | Yémen | 0 - 4 | Maroc | Stade du Prince Abdullah Al-Faisal, Djeddah |                                 |
| 19:45        |       |       |       | Arbitrage : Abdulrahman Al-Amri             | Arbitrage : Abdulrahman Al-Amri |

#### Groupe C

##### Classement
| Rang | Équipe | Pts | J | G | N | P | Bp | Bc | Diff |
| ---- | ------ | --- | - | - | - | - | -- | -- | ---- |
| 1    | Irak   | 7   | 3 | 2 | 1 | 0 | 4  | 2  | +2   |
| 2    | Soudan | 5   | 3 | 1 | 2 | 0 | 4  | 2  | +2   |
| 3    | Égypte | 2   | 3 | 0 | 2 | 1 | 3  | 4  | -1   |
| 4    | Liban  | 1   | 3 | 0 | 1 | 2 | 1  | 4  | -3   |

##### Résultats
| 24 juin 2012 | Irak | 1 - 0 | Liban | Stade du Prince Abdullah Al-Faisal, Djeddah |                            |
| 18:15        |      |       |       | Arbitrage : Rédouane Jiyed                  | Arbitrage : Rédouane Jiyed |

| 24 juin 2012 | Égypte | 1 - 1 | Soudan | Stade du Prince Abdullah Al-Faisal, Djeddah |                                 |
| 21:00        |        |       |        | Arbitrage : Abdulrahman Al-Amri             | Arbitrage : Abdulrahman Al-Amri |

| 27 juin 2012 | Liban | 0 - 2 | Soudan | Stade du Prince Abdullah Al-Faisal, Djeddah |                            |
| 18:15        |       |       |        | Arbitrage : Suleiman Jaber                  | Arbitrage : Suleiman Jaber |

| 27 juin 2012 | Irak | 2 - 1 | Égypte | Stade du Prince Abdullah Al-Faisal, Djeddah |                                  |
| 21:00        |      |       |        | Arbitrage : Abdullah Al-Balooshi            | Arbitrage : Abdullah Al-Balooshi |

| 30 juin 2012 | Égypte | 1 - 1 | Liban | Stade international du Roi-Fahd, Riyad |                            |
| 19:45        |        |       |       | Arbitrage : Rédouane Jiyed             | Arbitrage : Rédouane Jiyed |

| 30 juin 2012 | Soudan | 1 - 1 | Irak | Stade du Prince Abdullah Al-Faisal, Djeddah |                          |
| 19:45        |        |       |      | Arbitrage : Selim Jedidi                    | Arbitrage : Selim Jedidi |

### Phase finale

#### Demi-finales
| 3 juillet 2012 | Arabie saoudite | 0 - 2 | Libye                               | Stade du Prince Abdullah Al-Faisal, Djeddah |                          |
| 15:15          |                 |       | El Sebai 76e · Ahmed Saad Osman 96e | Arbitrage : Gehad Grisha                    | Arbitrage : Gehad Grisha |

| 3 juillet 2012 | Maroc                                     | 2 - 1 | Irak                     | Stade du Prince Abdullah Al-Faisal, Djeddah |                             |
| 18:30          | Oussama El Gharib 23e · Yassine Salhi 27e |       | Mustafa Karim 94e (pen.) | Arbitrage : Djamel Haimoudi                 | Arbitrage : Djamel Haimoudi |

#### Match pour la troisième place
| 5 juillet 2012 | Arabie saoudite | 0 - 1 | Irak                 | Stade du Prince Abdullah Al-Faisal, Djeddah |                                |
| 18:00          |                 |       | Alaa Abdul-Zahra 17e | Arbitrage : Khalid Abdurrahman              | Arbitrage : Khalid Abdurrahman |

#### Finale
| 6 juillet 2012 | Libye             | 1 - 1 a. p. | Maroc              | Stade du Prince Abdullah Al-Faisal, Djeddah |                          |
| 19:00          | Al Badri 88e      |             | Brahim El Bahri 5e | Arbitrage : Selim Jedidi                    | Arbitrage : Selim Jedidi |
| 19:00          | Tirs au but 1 - 3 |             |                    | Arbitrage : Selim Jedidi                    | Arbitrage : Selim Jedidi |

## Vainqueur
| Vainqueur de la Coupe arabe des nations 2012 Maroc 1er titre |